# Carpathonesticus
Genre
Carpathonesticus est un genre d'araignées aranéomorphes de la famille des Nesticidae.

## Distribution
Les espèces de ce genre se rencontrent en Roumanie, en Ukraine, en Russie et en Géorgie.

## Liste des espèces
Selon World Spider Catalog (version 24, 29/01/2023) :
- Carpathonesticus avrigensis Weiss & Heimer, 1982
- Carpathonesticus balacescui (Dumitrescu, 1979)
- Carpathonesticus biroi (Kulczyński, 1895)
- Carpathonesticus carpaticus (Dumitrescu, 1979)
- Carpathonesticus caucasicus (Charitonov, 1947)
- Carpathonesticus cernensis (Dumitrescu, 1979)
- Carpathonesticus cibiniensis (Weiss, 1981)
- Carpathonesticus constantinescui (Dumitrescu, 1979)
- Carpathonesticus diaconui (Dumitrescu, 1979)
- Carpathonesticus fodinarum (Kulczyński, 1894)
- Carpathonesticus galotshkae Evtushenko, 1993
- Carpathonesticus hungaricus (Chyzer, 1894)
- Carpathonesticus ionescui (Dumitrescu, 1979)
- Carpathonesticus ljovuschkini (Pichka, 1965)
- Carpathonesticus lotriensis Weiss, 1983
- Carpathonesticus orghidani (Dumitrescu, 1979)
- Carpathonesticus orolesi Nae, 2013
- Carpathonesticus paraavrigensis Weiss & Heimer, 1982
- Carpathonesticus plesai (Dumitrescu, 1980)
- Carpathonesticus puteorum (Kulczyński, 1894)
- Carpathonesticus racovitzai (Dumitrescu, 1980)
- Carpathonesticus simoni (Fage, 1931)
- Carpathonesticus spelaeus (Szombathy, 1917)
- Carpathonesticus wiehlei (Dumitrescu, 1979)
- Carpathonesticus zaitzevi (Charitonov, 1939)

## Systématique et taxinomie
Ce genre a été décrit par Lehtinen et Saaristo en 1980 dans les Nesticidae.

## Publication originale
- Lehtinen & Saaristo, 1980 : « Spiders of the Oriental-Australian region. II. Nesticidae. » Annales Zoologici Fennici, vol. 17, no 1, p. 47-66.